# Cantó de Pantin
El cantó de Pantin és un cantó francès del departament del Sena Saint-Denis, situat al districte de Bobigny. Creat amb la reorganització cantonal del 2015.

## Municipis
- Pantin
- Le Pré-Saint-Gervais